# 山神巨龍屬
山神巨龍屬，又名山精巨龍，是泰坦巨龍類恐龍的一個屬，生活於晚白堊世桑托期的南美洲，已知唯一一批化石於1993年出土自阿根廷內烏肯省巴雷亞雷斯潭附近的下卡爾帕層底部，包含兩側的股骨，以及13塊屬於近段與中段的尾椎，可能還包含部分恥骨。依據這具正模標本（編號MUCPv 204）重建的全長達24.2公尺，肩高4.5公尺，體重約26噸。
屬名的字面意義為「特勞古（Trauku）泰坦」。特勞古是當地馬普切傳說中的山神，常被描繪成巨人的形象；另一方面，特勞古也可指山神巨龍化石的採集點「特勞古化石點」（Sitio Trauku）。模式種是原尾山神巨龍（T. eocaudata），種名意為「黎明之尾的」，猶言早期、原始的尾部，意指山神巨龍的中段尾椎保有相對原始的形態。